# Liolaemus fitzgeraldi
Liolaemus fitzgeraldi este o specie de șopârle din genul Liolaemus, familia Tropiduridae, descrisă de Boulenger 1899. A fost clasificată de IUCN ca specie cu risc scăzut. Conform Catalogue of Life specia Liolaemus fitzgeraldi nu are subspecii cunoscute.